# Batalla de Châteauneuf-du-Faou
La batalla de Châteauneuf-du-Faou, té lloc l'1 de juliol de 1815 durant la Chouanrie de 1815. Acaba amb la victòria dels imperials, que repel·len un atac dels chouans contra la ciutat de Châteauneuf-du-Faou.

## Preludi
Després de la seva derrota a la batalla d'Auray, el 21 de juny de 1815, el general reialista Louis de Sol de Grisolles va rebre ofertes de rendició d'oficials imperials, però les va rebutjar «amb menyspreu», segons les memòries de Julien Guillemot. L'exèrcit de Chouan es va traslladar llavors a Saint-Jean-Brévelay els dies 22 i 23 de juny.

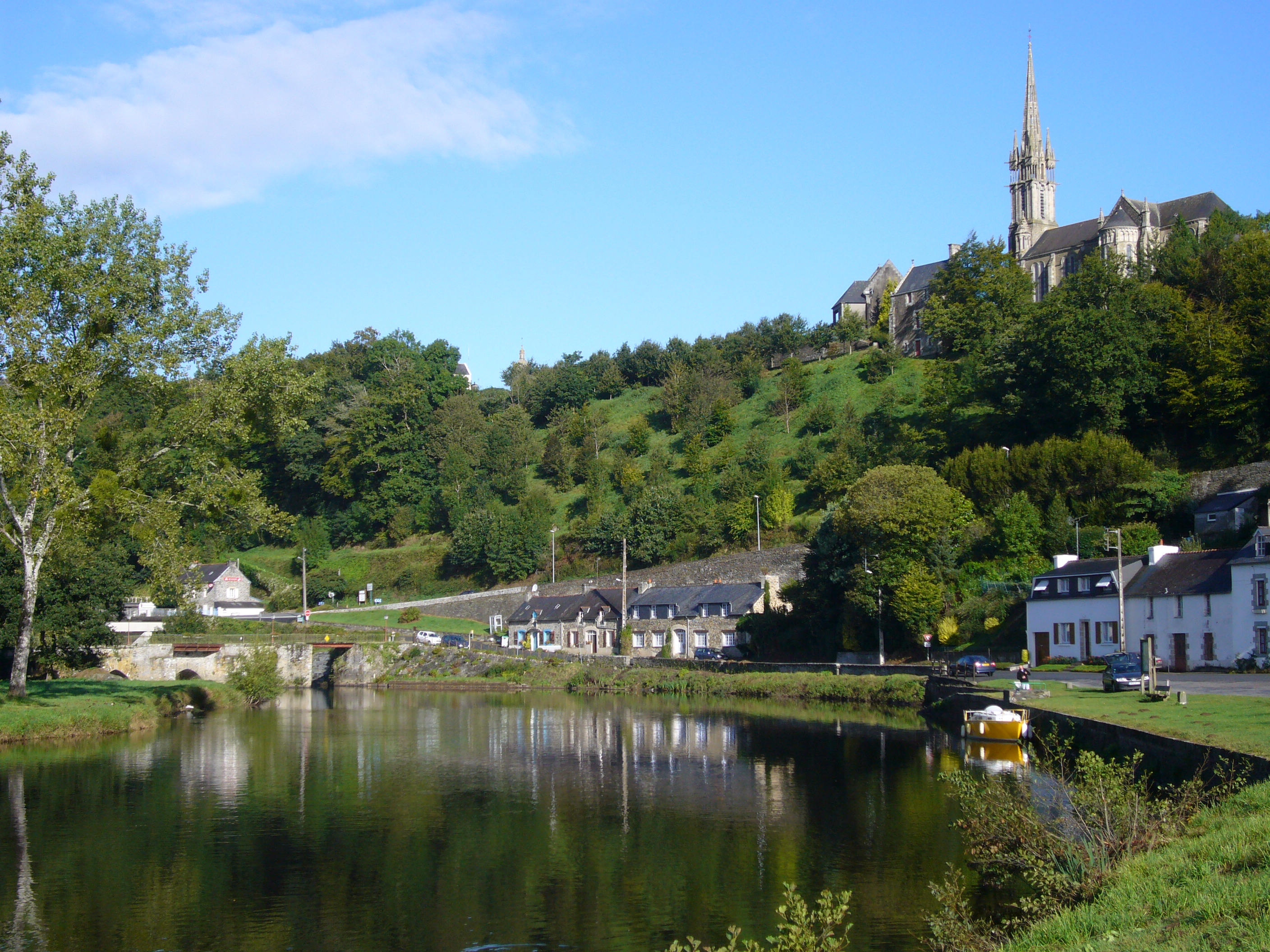
La ciutat de Châteauneuf-du-Faou, a la Bretanya (França), vista des de la riba de l'Aulne (aigües avall de la seva unió amb el canal Nantes-Brest).

L'endemà, Sol de Grisolles es va traslladar a Sainte-Anne de Buléon amb el gruix de la legió de Bignan, mentre que Guillemot va arribar a Bieuzy, on va trobar la seva legió reunida. Després d'unes hores de repòs, les tropes de Guillemot van marxar i van arribar a Melrand, després a Guémené-sur-Scorff l'endemà a la matinada. Els chouans hissen la bandera blanca i obtenen menjar i sabates, abans de reprendre la marxa i arribar a Saint-Caradec-Trégomel durant el dia.
El 27 de juny, els chouans van entrar a Gourin, on se'ls van unir els líders reialistes Coroller i Colozonet, que s'amagaven als voltants. Dos dies després, Coroller aconseguí reunir 400 homes i Colozonet, al voltant d'un centenar. Els chouans van creuar llavors les Muntanyes Negres i van arribar davant de Carhaix el matí del 30 de juny. Malgrat la presència d'una guarnició imperial, la vila de Carhaix no va oferir cap resistència i va permetre que les tropes reialistes entressin a la vila i hi aixequessin la bandera a canvi de la promesa de respectar les persones i els béns. Els chouans només es queden unes hores a Carhaix i van a Saint-Hernin a passar la nit. A petició del comte de Cournouaille, Guillemot va decidir atacar la ciutat de Châteauneuf-du-Faou l'endemà.

## Forces presents
Al costat de Chouan, les forces aixecades a Cornouaille per Coroller i Colonozet són portades a 3.000 homes per Jérôme Delandine de Saint-Esprit, però són només 500 homes segons Julien Guillemot, nombre que conserva l'historiador Aurélien Lignereux. La resta de tropes de Chouan estan formades per la legió de Melrand i Pontivy, comandada per Julien Guillemot.
La ciutat de Châteauneuf-du-Faou està defensada per una companyia marítima.

## Procés
L'1 de juliol de 1815, les tropes de Guillemot, Coroller, Colonozet i Cornouaille van marxar cap a la ciutat de Châteauneuf-du-Faou.
Segons el relat que va deixar Julien Guillemot a les seves memòries, els chouans van patir diversos cops i es van retirar. Llavors arriba Coroller com a reforç amb els seus homes i els reialistes s'alineen en la batalla no gaire lluny de la ciutat per provocar la sortida dels imperialistes. Tanmateix, aquests últims romanen darrere dels seus murs i cap dels dos bàndols s'atreveix a tornar a combatre.
Aleshores els chouans es retiren. Guillemot deixa la munició amb les tropes de Cornualla i Coroller, després torna a Morbihan.

## Pèrdues
Les pèrdues no es coneixen amb precisió. En les seves memòries, Julien Guillemot escriu que els Chouan van perdre «diversos» homes, entre ells «el jove seminarista Nicolas, germà del capità dels escolars de Vannes», assassinat a la batalla de Muzillac.